# Эрденко, Николай Иванович
Никола́й Ива́нович Эрде́нко (ром. Nikolà Ivanovič Erděnko, 29 ноября 1945 — 27 марта 2006) — скрипач, певец (баритон), популярный исполнитель романсов и цыганских народных и авторских песен второй половины XX века, создатель ансамбля «Джанг», музыкальный руководитель театра «Ромэн». Обладатель награды «Золотая нота». Представитель сэрвитской цыганской династии Эрденко. Заслуженный артист Российской Федерации (1996). Старший брат Сергея Эрденко.

## Биография
Николай Иванович Эрденко родился 29 ноября 1945 в Курске в семье цыганских артистов. Как все в роду Эрденко, взял в руки скрипку в возрасте четырёх лет. Учился в музыкальной школе. Окончил музыкальное училище, затем Институт искусств Владивостока (1969 г.). В студенческие годы трижды ездил на гастроли в Японию. Играл классику — сочинения П. Чайковского, Мендельсона, С. Прокофьева, Сен-Санса, Д. Шостаковича и др. Окончив институт, остался на преподавательской работе.
В 24 года Николай был приглашён музыкальным руководителем театра «Ромэн». С тех пор его музыкальные пристрастия резко изменились. Он увлёкся цыганским и русским фольклором, произведениями цыганских композиторов, романсами, наконец, сам стал их исполнять, в собственной обработке, записывать пластинки на студии «Мелодия».
В 1980 году Николай Эрденко создаёт молодёжный цыганский ансамбль «Джанг», названный в честь основателя цыганского джаза Джанго Рейнхардта. В состав коллектива входила талантливая цыганская молодёжь из театра «Ромэн». Позднее в коллективе стали преобладать члены семьи Николая: жена — Розалия, сестра Галина и дочери Леонсия и Радда. Ансамбль много гастролировал по СССР и зарубежным странам, был награждён «Золотой нотой» на первом Всемирном фестивале цыганской песни в Белграде.
Умер 27 марта 2005 г. в Москве в возрасте 59-ти лет. Похоронен на Калитниковском кладбище.

## Дискография
Виниловые диски:
- 1974 — Николай Эрденко «Цыганские песни»
- 1975 — Николай Эрденко «Старинные романсы»
- 1977 — Ансамбль цыган п/р. Н. Эрденко «Цыганские песни»
- 1981 — Николай Эрденко «Прощай, мой табор! Песни на слова Виктора Маковского»
- 1988 — Ансамбль цыганской песни «Джанг» п/р. Н. Эрденко «Новые дороги, новые пути»
- 1990 — Роза и Николай Эрденко «Когда душа с душою говорит»

Аудио и CD:
- 1993 — Николай Эрденко «Душа в Россию ищет путь»
- 1995 — Николай Эрденко «Цыганские дороги»
- 1995 — Николай Эрденко «Великие исполнители XX века. Цыганские песни и романсы»
- 2000 — Николай Эрденко, ансамбль «Джанг» «Шедевры цыганской музыки»
- 2002 — Николай Эрденко «20 золотых романсов на скрипке»
- 2006 — Николай Эрденко (скрипка) «Великие исполнители России XX века»

## Фильмография
- 1982 — Прежде мы были птицами — озвучка
- 1983 — Дамское танго — скрипач, артист и руководитель цыганского ансамбля «Джанг» (нет в титрах)
- 2008 — Одна ночь любви — эпизод